# چهارطاقی رباط (پیر رباط)
چهارطاقی رباط (پیر رباط) در سروستان واقع شده است. این اثر در تاریخ ۲۵ اسفند ۱۳۷۹ با شمارهٔ ثبت ۳۳۹۷ به‌عنوان یکی از آثار ملی ایران به ثبت رسیده است.